# Zlatá lyže 2020
Zlatá lyže 2020 byl 82. ročník závodů v běhu na lyžích, který se tradičně konal v Novém Městě na Moravě. Zahrnoval 2 závody žen a 2 závody mužů během dvou dnů od 18. ledna do 19. ledna 2020. Zlatá lyže byla v roce 2020 po čtyřech letech součástí Světového poháru v běhu na lyžích. Zatím poslední podnik Světového poháru přivítalo Nové Město na Moravě v roce 2016, další závody mělo hostit o dva roky později, těch se ale Svaz lyžařů ČR musel kvůli tehdejší nepřehledné situaci na Ministerstvu školství, mládeže a tělovýchovy a finančnímu riziku vzdát. 

## Program
Sobota 18. ledna 2020
- 9:45 ženy 10 km volně s intervalovým startem
- 11:15 muži 15 km volně s intervalovým startem

Neděle 19. ledna 2020
- 11:10 ženy 10 km stíhací závod klasicky
- 13:00 muži 15 km stíhací závod klasicky

## Výsledky
| Pořadí | Závodnice                   | Čas     |
| ------ | --------------------------- | ------- |
| 1      | Therese Johaugová           | 23:51,6 |
| 2      | Natalja Něprjajevová        | +32,7   |
| 3      | Heidi Wengová               | +40,3   |
| 4      | Jessica Digginsová          | +48,5   |
| 5      | Ragnhild Hagaová            | +48,8   |
| 6      | Ingvild Flugstad Østbergová | +49,7   |
| 7      | Krista Pärmäkoskiová        | +51,0   |
| 8      | Moa Lundgrenová             | +58,1   |
| 9      | Ebba Anderssonová           | +1:04,3 |
| 10     | Kateřina Razýmová           | +1:07,6 |
| --     | --                          | --      |
| 13     | Kateřina Janatová           | +1:17,7 |
| 43     | Petra Nováková              | +2:34,1 |
| 49     | Sandra Schützová            | +2:49,0 |
| 53     | Petra Hynčicová             | +3:24,8 |
| 54     | Anna Sixtová                | +3:29,3 |
| 58     | Klára Moravcová             | +3:55,5 |
| 60     | Barbora Havlíčková          | +4:05,4 |
| 62     | Zuzana Holíková             | +4:52,3 |

| Pořadí | Závodník               | Čas     |
| ------ | ---------------------- | ------- |
| 1      | Alexandr Bolšunov      | 33:45,0 |
| 2      | Iivo Niskanen          | +24,3   |
| 3      | Sjur Røthe             | +40,0   |
| 4      | Andrej Melničenko      | +54,0   |
| 5      | Jean-Marc Gaillard     | +55,8   |
| 6      | Perttu Hyvärinen       | +1:01,0 |
| 7      | Johannes Høsflot Klæbo | +1:12,4 |
| 8      | Simen Hegstad Krüger   | +1:13,0 |
| 9      | Alexej Červotkin       | +1:14,8 |
| 10     | Didrik Tønseth         | +1:21,4 |
| --     | --                     | --      |
| 39     | Adam Fellner           | +2:59,1 |
| 40     | Petr Knop              | +2:59,8 |
| 57     | Tomáš Kalivoda         | +4:14,6 |
| 60     | Miroslav Rypl          | +4:32,3 |
| 61     | Jonáš Bešťák           | +4:40,9 |
| 64     | Vladimír Kozlovský     | +5:04,9 |
| 70     | Tomáš Lukeš            | +6:16,0 |
| 71     | Luděk Šeller           | +6:19,7 |
| 75     | Tomáš Dufek            | +8:46,3 |

| Pořadí | Závodnice                   | Čas     |
| ------ | --------------------------- | ------- |
| 1      | Therese Johaugová           | 23:51,6 |
| 2      | Natalja Něprjajevová        | +32,7   |
| 3      | Heidi Wengová               | +40,3   |
| 4      | Jessica Digginsová          | +48,5   |
| 5      | Ragnhild Hagaová            | +48,8   |
| 6      | Ingvild Flugstad Østbergová | +49,7   |
| 7      | Krista Pärmäkoskiová        | +51,0   |
| 8      | Moa Lundgrenová             | +58,1   |
| 9      | Ebba Anderssonová           | +1:04,3 |
| 10     | Kateřina Razýmová           | +1:07,6 |
| --     | --                          | --      |
| 13     | Kateřina Janatová           | +1:17,7 |
| 43     | Petra Nováková              | +2:34,1 |
| 49     | Sandra Schützová            | +2:49,0 |
| 53     | Petra Hynčicová             | +3:24,8 |
| 54     | Anna Sixtová                | +3:29,3 |
| 58     | Klára Moravcová             | +3:55,5 |
| 60     | Barbora Havlíčková          | +4:05,4 |
| 62     | Zuzana Holíková             | +4:52,3 |

| Pořadí | Závodník               | Čas     |
| ------ | ---------------------- | ------- |
| 1      | Alexandr Bolšunov      | 33:45,0 |
| 2      | Iivo Niskanen          | +24,3   |
| 3      | Sjur Røthe             | +40,0   |
| 4      | Andrej Melničenko      | +54,0   |
| 5      | Jean-Marc Gaillard     | +55,8   |
| 6      | Perttu Hyvärinen       | +1:01,0 |
| 7      | Johannes Høsflot Klæbo | +1:12,4 |
| 8      | Simen Hegstad Krüger   | +1:13,0 |
| 9      | Alexej Červotkin       | +1:14,8 |
| 10     | Didrik Tønseth         | +1:21,4 |
| --     | --                     | --      |
| 39     | Adam Fellner           | +2:59,1 |
| 40     | Petr Knop              | +2:59,8 |
| 57     | Tomáš Kalivoda         | +4:14,6 |
| 60     | Miroslav Rypl          | +4:32,3 |
| 61     | Jonáš Bešťák           | +4:40,9 |
| 64     | Vladimír Kozlovský     | +5:04,9 |
| 70     | Tomáš Lukeš            | +6:16,0 |
| 71     | Luděk Šeller           | +6:19,7 |
| 75     | Tomáš Dufek            | +8:46,3 |

| Pořadí | Závodnice                   | Čas     |
| ------ | --------------------------- | ------- |
| 1      | Therese Johaugová           | 26:49,7 |
| 2      | Natalja Něprjajevová        | +1:04,8 |
| 3      | Ingvild Flugstad Østbergová | +1:06,0 |
| 4      | Heidi Wengová               | +1:06,0 |
| 5      | Krista Pärmäkoskiová        | +1:49,1 |
| 6      | Ebba Anderssonová           | +1:49,4 |
| 7      | Kerttu Niskanenová          | +1:56,7 |
| 8      | Kateřina Razýmová           | +1:59,9 |
| 9      | Ragnhild Hagaová            | +2:06,8 |
| 10     | Jessica Digginsová          | +2:12,0 |
| --     | --                          | --      |
| 16     | Kateřina Janatová           | +2:40,4 |
| 36     | Petra Nováková              | +4:21,6 |
| 49     | Sandra Schützová            | +5:55,7 |
| 50     | Petra Hynčicová             | +6:08,3 |
| 55     | Klára Moravcová             | +7:10,2 |
| 56     | Barbora Havlíčková          | +7:32,2 |
| 57     | Anna Sixtová                | +7:41,3 |
| 60     | Zuzana Holíková             | +8:39,8 |

| Pořadí | Závodník               | Čas      |
| ------ | ---------------------- | -------- |
| 1      | Alexandr Bolšunov      | 37:01,3  |
| 2      | Johannes Høsflot Klæbo | +46,7    |
| 3      | Simen Hegstad Krüger   | +47,2    |
| 4      | Sjur Røthe             | +47,7    |
| 5      | Iivo Niskanen          | +56,2    |
| 6      | Andrej Melničenko      | +1:32,3  |
| 7      | Perttu Hyvärinen       | +1:43,6  |
| 8      | Didrik Tønseth         | +1:43,7  |
| 9      | Jean-Marc Gaillard     | +1:46,6  |
| 10     | Francesco De Fabiani   | +2:26,2  |
| --     | --                     | --       |
| 38     | Petr Knop              | +4:45,3  |
| 39     | Adam Fellner           | +4:56,8  |
| 55     | Miroslav Rypl          | +7:11,9  |
| 56     | Tomáš Kalivoda         | +7:19,7  |
| 58     | Jonáš Bešťák           | +7:54,1  |
| 62     | Vladimír Kozlovský     | +8:18,5  |
| 66     | Tomáš Lukeš            | +9:37,5  |
| 69     | Luděk Šeller           | dostižen |
| 70     | Tomáš Dufek            | dostižen |

| Pořadí | Závodnice                   | Čas     |
| ------ | --------------------------- | ------- |
| 1      | Therese Johaugová           | 26:49,7 |
| 2      | Natalja Něprjajevová        | +1:04,8 |
| 3      | Ingvild Flugstad Østbergová | +1:06,0 |
| 4      | Heidi Wengová               | +1:06,0 |
| 5      | Krista Pärmäkoskiová        | +1:49,1 |
| 6      | Ebba Anderssonová           | +1:49,4 |
| 7      | Kerttu Niskanenová          | +1:56,7 |
| 8      | Kateřina Razýmová           | +1:59,9 |
| 9      | Ragnhild Hagaová            | +2:06,8 |
| 10     | Jessica Digginsová          | +2:12,0 |
| --     | --                          | --      |
| 16     | Kateřina Janatová           | +2:40,4 |
| 36     | Petra Nováková              | +4:21,6 |
| 49     | Sandra Schützová            | +5:55,7 |
| 50     | Petra Hynčicová             | +6:08,3 |
| 55     | Klára Moravcová             | +7:10,2 |
| 56     | Barbora Havlíčková          | +7:32,2 |
| 57     | Anna Sixtová                | +7:41,3 |
| 60     | Zuzana Holíková             | +8:39,8 |

| Pořadí | Závodník               | Čas      |
| ------ | ---------------------- | -------- |
| 1      | Alexandr Bolšunov      | 37:01,3  |
| 2      | Johannes Høsflot Klæbo | +46,7    |
| 3      | Simen Hegstad Krüger   | +47,2    |
| 4      | Sjur Røthe             | +47,7    |
| 5      | Iivo Niskanen          | +56,2    |
| 6      | Andrej Melničenko      | +1:32,3  |
| 7      | Perttu Hyvärinen       | +1:43,6  |
| 8      | Didrik Tønseth         | +1:43,7  |
| 9      | Jean-Marc Gaillard     | +1:46,6  |
| 10     | Francesco De Fabiani   | +2:26,2  |
| --     | --                     | --       |
| 38     | Petr Knop              | +4:45,3  |
| 39     | Adam Fellner           | +4:56,8  |
| 55     | Miroslav Rypl          | +7:11,9  |
| 56     | Tomáš Kalivoda         | +7:19,7  |
| 58     | Jonáš Bešťák           | +7:54,1  |
| 62     | Vladimír Kozlovský     | +8:18,5  |
| 66     | Tomáš Lukeš            | +9:37,5  |
| 69     | Luděk Šeller           | dostižen |
| 70     | Tomáš Dufek            | dostižen |